# Kuala Bagok
Kuala Bagok is een bestuurslaag in het regentschap Aceh Timur van de provincie Atjeh, Indonesië. Kuala Bagok telt 191 inwoners (volkstelling 2010).